# Sean Kilpatrick
Sean Redell Kilpatrick (Yonkers, Nueva York, 6 de enero de 1990) es un jugador de baloncesto estadounidense que actualmente se encuentra sin equipo. Con 1,93 metros de estatura, juega en la posición de escolta.

## Trayectoria deportiva

### Universidad
Jugó durante cuatro temporadas con los Bearcats de la Universidad de Cincinnati, en las que promedió 15,3 puntos, 4,3 rebotes y 2,0 asistencias por partido. En su primera temporada fue incluido en el mejor quinteto de rookies de la Big East Conference, y en las dos siguientes en el segundo mejor quinteto absoluto. Tras cambiar la universidad de conferencia, en 2014 fue incluido en el mejor quinteto de la American Athletic Conference, y en el segundo quinteto consensuado All-American, en el primero para Associated Press.

### Profesional

#### NBA
Tras no ser elegido en el Draft de la NBA de 2014, se unió a los Philadelphia 76ers en la NBA Summer League. En el mes de octubre firmó con los Golden State Warriors, pero fue descartado antes del comienzo de la temporada.
Poco después fue adquirido por los Santa Cruz Warriors como jugador afiliado. Disputó 20 partidos, en los que promedió 15,7 puntos y 3,2 rebotes, hasta que fue traspasado a los Delaware 87ers a cambio de Ronald Roberts y los derechos sobre Darington Hobson.
El 19 de marzo de 2015 firmó un contrato por 10 días con los Minnesota Timberwolves, a quienes se les permitió tener en plantilla 16 jugadores en vez de los 15 reglamentarios debido a tener cuatro jugadores lesionados. Debutó esa misma noche en un partido antes los New York Knicks, en el que logró un rebote en 10 minutos en pista.
Tras terminar su contrato, no fue renovado por los Wolves, tras haber promediado 5,5 pintos y 1,5 rebotes por partido.
El 12 de enero de 2016, Kilpatrick firma un contrato de 10 días con Denver Nuggets, el cual renovaría por otros 10 días pero tras no ampliarlo con los Nuggets volvió a los Delaware 87ers.
El 28 de febrero de 2016, firma un contrato de 10 días con Brooklyn Nets. Renovó y el 19 de marzo firma un contrato anual con los Nets.
Tras una buena temporada, el 7 de diciembre de 2017, para completar el fichaje de Jahlil Okafor y Nik Stauskas, los Nets cortan a Kilpatrick.
El 18 de diciembre de 2017, Kilpatrick firma con los Milwaukee Bucks un contrato de dos vías. El 7 de enero se convierte en contrato estándar, pero el 2 de marzo es cortado por los Bucks.
En marzo de 2018 2018, firma dos contratos consecutivos de 10 días con Los Angeles Clippers.
El 26 de marzo de 2018, Kilpatrick firmó un contrato con Chicago Bulls, siendo su cuarto equipo esa temporada. El 12 de julio, tras disputar 9 encuentros, fue cortado.

#### Europa
El 9 de enero de 2019, Kilpatrick firma con el Panathinaikos griego, con los que promedió unos interesantes 9'2 puntos en Euroliga. 
Tras una temporada, el 18 de noviembre de 2019, firma con el Budućnost de la Liga del Adriático, con los que no brilló especialmente en ABA pero si tuvo unos promedios destacados en sus dos partidos en Eurocup con 16'5 puntos y 3'5 asistencias.
Al año siguiente, el 20 de julio de 2020, firma con el Tofaş de la Basketbol Süper Ligi de Turquía.
El 14 de diciembre de 2020, firma un contrato hasta final de temporada por el Club Baloncesto Gran Canaria de la Liga ACB española.
El 25 de agosto de 2021, firma por el  Hapoel Jerusalem B.C. de la Ligat Winner.
El 20 de marzo de 2022, se hace oficial su fichaje por el Casademont Zaragoza de la Liga Endesa.

## Estadísticas de su carrera en la NBA

### Temporada regular
| Año     | Equipo        | PJ  | PT | MPP  | %TC  | %3P  | %TL   | RPP | APP | ROB | TPP | PPP  |
| ------- | ------------- | --- | -- | ---- | ---- | ---- | ----- | --- | --- | --- | --- | ---- |
| 2014-15 | Minnesota     | 4   | 0  | 18.0 | .350 | .308 | 1.000 | 1.5 | 1.0 | .8  | .0  | 5.5  |
| 2015-16 | Denver        | 8   | 0  | 10.3 | .381 | .235 | .875  | .8  | .4  | .3  | .0  | 3.4  |
| 2015-16 | Brooklyn      | 23  | 0  | 23.2 | .462 | .361 | .898  | 2.2 | 1.1 | .4  | .1  | 13.8 |
| 2016-17 | Brooklyn      | 70  | 24 | 25.1 | .415 | .341 | .843  | 4.0 | 2.2 | .6  | .1  | 13.1 |
| 2017-18 | Brooklyn      | 16  | 0  | 11.4 | .291 | .262 | .947  | 2.2 | .9  | .1  | .1  | 4.9  |
| 2017-18 | Milwaukee     | 23  | 0  | 8.9  | .378 | .283 | .947  | 1.1 | .7  | .2  | .0  | 4.0  |
| 2017-18 | L.A. Clippers | 4   | 0  | 9.5  | .389 | .429 | 1.000 | .5  | .8  | .0  | .0  | 4.8  |
| 2017-18 | Chicago       | 9   | 1  | 23.8 | .439 | .396 | .813  | 2.8 | 1.4 | .7  | .3  | 15.4 |
| Total   | Total         | 157 | 25 | 19.6 | .413 | .335 | .862  | 2.7 | 1.5 | .5  | .1  | 10.3 |